# النبجة (الشرية)

تعديل مصدري - تعديل

النبجة هي إحدى قرى عزلة آل غنيم بمديرية الشرية التابعة لمحافظة البيضاء، بلغ تعداد سكانها 70 نسمة حسب تعداد اليمن لعام 2004.